# Lavaux-Oron
Het District Lavaux-Oron (Frans: District de Lavaux-Oron) is een bestuurlijke eenheid in het kanton Vaud waarvan de hoofdplaats is Bourg-en-Lavaux is. Het district is in 2008 ontstaan uit de voormalige districten Lavaux en Oron.
Het district bestaat uit 17 gemeenten, heeft een oppervlakte van 134.54 km² en heeft 57.949 inwoners.
| Gemeentenaam         | Inwoners (2016) | Oppervlakte (km²) |
| -------------------- | --------------- | ----------------- |
| Belmont-sur-Lausanne | 3.555           | 2,64              |
| Bourg-en-Lavaux      | 5.290           | 9,65              |
| Chexbres             | 2.253           | 2,14              |
| Essertes             | 335             | 1,66              |
| Forel                | 2.075           | 18,53             |
| Jorat-Mézières       | 2.815           | 11,09             |
| Lutry                | 9.891           | 8,46              |
| Maracon              | 449             | 4,39              |
| Montpreveyres        | 621             | 4,11              |
| Oron                 | 5.423           | 24,6              |
| Paudex               | 1.478           | 0,49              |
| Puidoux              | 2.863           | 22,86             |
| Pully                | 17.972          | 5,84              |
| Rivaz                | 358             | 0,32              |
| Saint-Saphorin       | 393             | 0,90              |
| Savigny              | 3.312           | 16,00             |
| Servion              | 1.919           | 4,20              |

Belmont-sur-Lausanne · Bourg-en-Lavaux · Chexbres · Forel · Jorat-Mézières ˑ Lutry · Maracon · Montpreveyres · Oron · Paudex · Puidoux · Pully · Rivaz · Saint-Saphorin · Savigny · Servion
Aigle · Broye-Vully · Gros-de-Vaud · Jura-Nord vaudois · Lausanne · Lavaux-Oron · Morges · Nyon · Ouest lausannois · Riviera-Pays-d'Enhaut

Voormalige districten: Aubonne · Avenches · Cossonay · Echallens · Grandson · La Vallée · Lavaux · Moudon · Orbe · Oron · Payerne · Pays-d'Enhaut · Rolle · Vevey · Yverdon